# The Forsaken (Band)
The Forsaken ist eine schwedische Death- und Thrash-Metal-Band aus Landskrona, die im Jahr 1997 unter dem Namen Septic Breed gegründet wurde.

## Geschichte
Die Band wurde im Jahr 1997 unter dem Namen Septic Breed von Sänger Pascal Poulsen, den beiden Gitarristen Stefan Holm und Alf Patrik Persson, Bassist Roine Strandberg und Schlagzeuger Nicke Grabowski gegründet. Im Jahr 1998 erschien das erste Demo Patterns of Delusive Design. Anders Sjöholm (ex-Ominous) half als Sänger bei Liveauftritten in der Band aus und kam gegen Ende 1998 als festes Mitglied zur Band. Anfang 1999 verließ Roine Strandberg die Band und wurde durch Michael Håkansson ersetzt. Dadurch veränderte sich die Band klanglich stark, sodass man sich entschloss, sich in The Forsaken umzubenennen. Danach begab sich die Band mit Tommy Tägtgren im Abyss Studio, um das nächste Demo Reaper aufzunehmen und erreichte nach der Veröffentlichung einen Vertrag mit Century Media. Bei diesem Label wurde im Januar 2001 das Debütalbum Manifest of Hate veröffentlicht. Das Album wurde wieder im Abyss Studio unter Leitung von Tommy Tägtgren aufgenommen. Das Cover wurde von Mike Bohatch gestaltet. Im Februar folgte eine Tour mit Nile, The Haunted und Carnal Forge. Nach der Tour verließ Bassist Hakansson die Band, um sich auf Evergrey zu konzentrieren.
Im Dezember 2001 begab sich die Band erneut mit Produzent Tägtgren in die Abyss Studios, um das nächste Album Arts of Desolation aufzunehmen. Da bisher noch kein neuer Bassist gefunden wurde, spielte Gitarrist Persson auch die Aufnahmen für den Bass ein. Das Album erschien Mitte Mai 2002 in Europa und kurze Zeit später auch in Japan mit zwei Bonusliedern, unter anderem einer Coverversion von Metallicas Creeping Death. Kurz nach der Veröffentlichung folgte eine Tour mit Grave und Disinter, wobei Stefan „Junior“ Berg als neuer Bassist vertreten war. Im Jahr 2003 erschien das nächste Album Traces of the Past, bei dem das Cover von Dark-Tranquillity-Gitarrist Niklas Sundin gestaltet wurde. In den Folgejahren verlor die Band ihren Vertrag mit Century Media und Gitarrist Stefan Holm verließ im Jahr 2010 die Band und wurde durch Calle Fäldt ersetzt. Ende Juni 2012 erschien ihr viertes Album Beyond Redemption.

## Stil
Die Band spielt eine technisch anspruchsvolle, aggressive Mischung aus Death- und Thrash-Metal, wobei Vergleiche mit Bands wie Pathos und Nevermore gezogen werden.

## Diskografie
als Septic Breed
- Patterns of Delusive Design (Demo, 1998, Eigenveröffentlichung)

als The Forsaken
- Reaper (Demo, 1999, Eigenveröffentlichung)
- Manifest of Hate (Album, 2001, Century Media)
- Arts of Desolation (Album, 2002, Century Media)
- Traces of the Past (Album, 2003, Century Media)
- Demo (Album, 2006, Eigenveröffentlichung)
- Beyond Redemption (Album, 2012, Massacre Records)